# Stazione di Due Maestà
La stazione di Due Maestà era una fermata ferroviaria posta sulla linea Reggio Emilia-Sassuolo. Serviva la località di Due Maestà, nel territorio comunale di Reggio nell'Emilia.

## Storia
La fermata di Due Maestà venne soppressa il 15 marzo 2015.

## Strutture ed impianti
La fermata era dotata del fabbricato viaggiatori e di un solo binario, servito da un marciapiede basso (25 cm). Non erano presenti sottopassi.
Il sistema di informazioni ai viaggiatori era esclusivamente sonoro, senza tabelloni video di stazione.

## Movimento
La fermata era servita da treni regionali TPER della relazione Reggio Emilia-Sassuolo.